# Zdeněk Pecka
Zdeněk Pecka (6 de febrero de 1954-30 de enero de 2024) fue un deportista checoslovaco que compitió en remo.
Participó en dos Juegos Olímpicos de Verano en los años 1976 y 1980, obteniendo dos medallas, bronce en Montreal 1976 y bronce en Moscú 1980. Ganó cinco medallas en el Campeonato Mundial de Remo entre los años 1974 y 1982.

## Palmarés internacional
| Juegos Olímpicos   | Juegos Olímpicos         | Juegos Olímpicos  | Juegos Olímpicos |
| Año                | Lugar                    | Medalla           | Prueba           |
| ------------------ | ------------------------ | ----------------- | ---------------- |
| 1976               | Montreal (Canadá)        | Medalla de bronce | Cuatro scull     |
| 1980               | Moscú (URSS)             | Medalla de bronce | Doble scull      |
| Campeonato Mundial |                          |                   |                  |
| Año                | Lugar                    | Medalla           | Prueba           |
| 1974               | Lucerna (Suiza)          | Medalla de bronce | Cuatro scull     |
| 1975               | Nottingham (Reino Unido) | Medalla de plata  | Cuatro scull     |
| 1977               | Ámsterdam (Países Bajos) | Medalla de plata  | Cuatro scull     |
| 1979               | Bled (Yugoslavia)        | Medalla de plata  | Doble scull      |
| 1982               | Lucerna (Suiza)          | Medalla de bronce | Doble scull      |